# Urostachys rigidus
Urostachys rigidus là một loài thực vật có mạch trong Họ Thạch tùng. Loài này được (Gmel.) Herter miêu tả khoa học đầu tiên năm 1923.